# کرشنا گلاوا
کرشنا گلاوا صربی: Kršna Glava}} یک منطقهٔ مسکونی در صربستان است که در Ub Municipality واقع شده‌است.
 کرشنا گلاوا ۷٫۳۳ کیلومتر مربع مساحت و ۱۵۶ نفر جمعیت دارد.